# Blaža Pintarič
Blaža Pintarič (nacida Blaža Klemenčič, Selca, 11 de marzo de 1980) es una deportista eslovena que compitió en ciclismo de montaña en la disciplina de campo a través.
Ganó dos medallas en el Campeonato Europeo de Ciclismo de Montaña, plata en 2014 y bronce en 2015. Además, obtuvo tres medallas en el Campeonato Mundial de Ciclismo de Montaña en Maratón, entre los años 2004 y 2019, y tres medallas en el Campeonato Europeo de Ciclismo de Montaña en Maratón entre los años 2004 y 2019.
En 2015 fue suspendida dos años por dopaje con EPO después del reanálisis de una de prueba realizada en marzo de 2012.

## Medallero internacional
| Campeonato Europeo | Campeonato Europeo      | Campeonato Europeo | Campeonato Europeo |
| Año                | Lugar                   | Medalla            | Competición        |
| ------------------ | ----------------------- | ------------------ | ------------------ |
| 2014               | St. Wendel (Alemania)   | Medalla de plata   | Campo a través     |
| 2015               | Chies d'Alpago (Italia) | Medalla de bronce  | Campo a través     |

| Campeonato Mundial | Campeonato Mundial      | Campeonato Mundial | Campeonato Mundial |
| Año                | Lugar                   | Medalla            | Competición        |
| ------------------ | ----------------------- | ------------------ | ------------------ |
| 2004               | Bad Goisern (Austria)   | Medalla de bronce  | Campo a través     |
| 2005               | Lillehammer (Noruega)   | Medalla de plata   | Campo a través     |
| 2019               | Grächen (Suiza)         | Medalla de plata   | Campo a través     |
| Campeonato Europeo |                         |                    |                    |
| Año                | Lugar                   | Medalla            | Competición        |
| 2004               | Wałbrzych (Polonia)     | Medalla de oro     | Campo a través     |
| 2005               | Frammersbach (Alemania) | Medalla de bronce  | Campo a través     |
| 2019               | Kvam (Noruega)          | Medalla de plata   | Campo a través     |